# الخنمة (نعمان)

تعديل مصدري - تعديل

الخنمة هي إحدى قرى عزلة حجراء بمديرية نعمان التابعة لمحافظة البيضاء، بلغ تعداد سكانها 78 نسمة حسب تعداد اليمن لعام 2004.